# Le Sarcophage d'outretemps
 (avril 2021).
Si vous disposez d'ouvrages ou d'articles de référence ou si vous connaissez des sites web de qualité traitant du thème abordé ici, merci de compléter l'article en donnant les références utiles à sa vérifiabilité et en les liant à la section « Notes et références ».
Le Sarcophage d'outretemps est un roman destiné à la jeunesse, troisième tome de La Trilogie d'Arkandias de l'écrivain français Éric Boisset, publié par Magnard en 1999.

## Résumé
Dans ce troisième tome, Théophile et Bonaventure construisent l'objet qui donne son nom au roman éponyme : le sarcophage d'Outretemps, car les deux animaux de Théophile sont morts pour cause d'un petit accident (un chat les avait attaqué car il avait oublié de fermer sa fenêtre). Ce « gadget » permet de voyager dans le passé et dans le futur au son d'une musique hyperchimique. Mais attention ! Le grimoire d'Arkandias précise bien qu’en cas de fausse note, l’expérimentateur est définitivement bloqué dans le cosmos jumeau...

## Interprétation de l'œuvre
Ce dernier opus donne son sens à la trilogie d'Arkandias. Par l'entremise de la magie rouge, Théophile a pu franchir un cap difficile et comprendre qu'il n'était pour rien dans la séparation de ses parents. Le voyage qu'il fait dans le passé à bord du sarcophage équivaut à un retour sur soi psychanalytique. Libéré de sa culpabilité, il referme le grimoire magique et peut enfin grandir...